# ТГ100
ТГ100 — опытный двухсекционный грузопассажирский тепловоз с гидромеханической передачей, построенный в 1959 году Луганским тепловозостроительным заводом.

## Проектирование
Проект тепловоза ТГ100 был разработан в 1958 г. конструкторским бюро Луганского завода под руководством инженеров П. М. Шаройко, Н. А. Турика и Ю. Г. Кириллова.

## Конструкция

### Кузов, рама и тележки
Каждая секция тепловоза имела вагонный кузов полуобтекаемой формы. Кузов каждой секции имел сварную главную раму с хребтовой балкой. Рама при помощи двух шкворневых и четырёх роликовых опор установлена на две двухосные тележки.
Кузов тепловоза разделён на три части: кабину машиниста, машинное отделение и холодильник. Посты управления расположены в передней части каждой секции. Кузов машинного отделения жёсткий, неразъёмный и приварен к главной раме. В задней части секции находится котёл для подогрева топлива, масла и воды.
Рамы тележек состояли из литых боковин, одной шкворневой и двух концевых балок, соединённых сваркой. Роликовые буксы, оборудованные торцовыми упорами с резиновыми вставками, были помещены в направляющие буксовые рамы. На буксы опирались листовые рессоры, располагавшиеся внутри боковин рамы тележки. По концам эти рессоры через подвески и цилиндрические пружины соединялись с рамой тележки или с продольными балансирами. Колёсные пары имели диаметр по кругу катания 1050 мм.

### Силовая установка и привод вспомогательного оборудования
На главной раме каждой секции в её средней части было установлено по два дизеля типа М751 мощностью 750 л. с. каждый, общей мощностью 3000 л. с. Каждый дизель при помощи карданного вала соединён с коробкой передач, установленной на резиновых амортизаторах на раме тележки. Кроме того, от каждого дизеля производился отбор мощности к компрессору и вспомогательному генератору переменного тока. Привод каждого вентилятора холодильника производился асинхронным электродвигателем, получавшим питание от вспомогательного генератора.

### Тяговая передача
Тепловоз имеет гидромеханическую передачу, состоящую из двухпоточного гидроредуктора с комплексным гидротрансформатором и трёхступенчатой коробки передач, карданного привода и осевых редукторов.
Каждый дизель тепловоза при помощи карданного вала и пары шестерён соединен с гидроредуктором, где происходит разделение потока мощности: около 60 % её отдается гидротрансформатору, а остальные 40 % через центральное колесо планетарному редуктору. Затем оба потока суммируются на водиле зубчатых колёс. Трёхступенчатая коробка передач, кроме зубчатых колёс, находящихся в постоянном зацеплении, оборудована фрикционными муфтами, переключающими ступени скорости автоматически, без снятия нагрузки с дизеля и без вмешательства машиниста. Включение фрикционных муфт происходит автоматически. Регулирование скорости движения поезда осуществлялось воздействием на пружину всережимного регулятора посредством штурвала и дистанционного привода к четырем дизелям. Реверсирование производилось машинистом рукояткой трехходового крана, направляющего воздух в цилиндры реверсора.

### Управление
Управление тепловозом состоит из трёх систем: гидравлической, служащей для питания маслом гидротрансформатора и элементов зубчатой передачи; пневматической, служащей для питания сервоприводов реверса и работы песочниц; электрической, дающей возможность производить дистанционное управление вспомогательными механизмами управления по системе двух единиц.

## Судьба тепловоза
Тепловоз некоторое время проходил эксплуатационные испытания, работая с составами массой до 3400 т, совершил опытный пробег по маршруту Луганск — Москва — Ленинград и обратно, а затем был передан Днепропетровскому институту инженеров железнодорожного транспорта для учебных целей. В 1996 г. порезан на металлолом.